# 12.º Escuadrón de la RAF (Reino Unido)
El 12.º Escuadrón es un escuadrón de la Real Fuerza Aérea británica, que opera con aviones Tornado GR4, desde la base de la RAF en Lossiemouth.

## Historia
El 12.º Escuadrón del Real Cuerpo Aéreo se formó en febrero de 1915 de una división del 1.º Escuadrón de la RFC, en Netheravon. El escuadrón se trasladó a Francia en septiembre de 1915 y operó una variedad de aviones en operaciones que desarrolló en el frente occidental. En marzo de 1918 el escuadrón fue reequipado con el avión Bristol F.2 Fighter justo antes de que se convirtiera en parte de la recién creada Real Fuerza Aérea británica. posteriormente, el escuadrón, con base en Bickendorf, Alemania, fue disuelto en 1922.
El escuadrón fue reactivado en la base de la RAF en Northolt, el 1 de abril de 1923, operando con aviones de Havilland DH.9A. En 1924 se trasladó a base de la RAf en Andover, con bombarderos liviano bimotor Fairey Fawn. Estos aviones fueron reemplazados en 1926, por los Fairey Fox, que influyó en la adopción de la cabeza del zorro como parte de la insignia del escuadrón. Esto se debe a que el 12° escuadrón fue el único usuario que utilizó este tipo de bombarderos, y su rendimiento fue superior a otros tipos de bombarderos. En 1931, el escuadrón fue re-equipado con el diseño de Sydney Camm de los bombarderos Hawker Hart. En octubre de 1935 el escuadrón se trasladó a Oriente Medio, pero volvió a Andover en agosto de 1936. Los Harts fueron reemplazados por el avión Hawker Hind en 1936, y en 1938 el escuadrón estaba equipado con aviones Fairey Battle.
En el primer día de la Segunda Guerra Mundial el escuadrón se trasladó a Francia para iniciar operaciones. El 12 de mayo de 1940, en el Canal Alberto, Bélgica, uno de los puentes, en particular, estaba siendo utilizado por el ejército invasor alemán, con la protección de aviones cazas, baterías antiaéreas y ametralladoras. La RAF recibió la orden de demoler dicho puente vital, y cinco Fairey Battle del escuadrón fueron enviados. Se encontraron con un incesante fuego antiaéreo, pero la misión se llevó a cabo, y gran parte del éxito se debe al piloto Oficial de Vuelo Garland y a la navegación del Sargento Gray, ambos en la aeronave que lideraba la formación. Lamentablemente, junto a otras tres aeronaves, no pudieron retornar a salvo. Es por ello que el oficial de vuelo Garland y el sargento Gray fueron condecorados, en forma póstuma, con la Cruz Victoria.
El escuadrón regresó a Inglaterra en junio. Fue colocado inicialmente en la base de la RAF en Finningley, llegando a la base en Binbrook en julio de 1940. Entre otras misiones, llevó a cabo la ataques anti-invasión contra el transporte marítimo alemán, en el Puerto de Boulogne, en especial los días 17 y 19 de agosto. El escuadrón fue una de las últimas unidades del 1° Grupo del Ejército británico en llevar a cabo operaciones en las batallas de Fairey, que tuvieron lugar el 15 y 16 de octubre de 1940, cuando el 301° escuadrón bombardeó Boulogne y los escuadrones 12° y 142° bombardearon Calais.
En noviembre de 1940, el escuadrón había sido completamente re-equipado con aviones Vickers Wellington, quedándose, por el momento, en la base de la RAF en Binbrook. Sin embargo, en 1942, el escuadrón se trasladó a la base de la RAF en Wickenby, y poco después fue convertida para operar aviones Avro Lancaster. En 1946, el escuadrón fue reequipado con aviones Avro Lincoln, hasta que en 1952 se unió a la era de los aviones jet, al ser reequipado con bombarderos Canberra. Después de 44 años de servicio continuo de la escuadra se disolvió en julio de 1961.
En 1962 la escuadrilla fue reactivada para operar ocho bombarderos clase V, Avro Vulcan, inicialmente desde la base de la RAF en Coningsby, y después desde la base en Cottesmore, equipados con bombas estratégicas nucleares Yellow Sun de un megatón, provistas para ser lanzadas desde media a alta altuitud. La llegada de efectivos misiles de superficie-aire soviéticos hizo vulnerables a los bombarderos pesados, y a finales de 1966 al escuadrón se le hizo entrega de ocho bombas nucleares estratégicas WE.177B para misiones de penetración de bajo altitud, y, aún asentados en la base en Cottesmre, fueron asignados a los Cuarteles Generales de las Fuerzas Aliadas en Europa de la OTAN, como parte de las fuerzas nucleares estratégicas de Reino Unido, desplegadas con esa arma de 450 kilotones; ello fue pensado como una medida temporal hasta que el misil británico Polaris comenzara a asumir dicha función. El escuadrón finalizó con esta funciónal finalizar el año 1967.
El 12° escuadrón se reformó en la base de la RAF en Honington en octubre de 1969, con 12 aviones Buccaneer asignado a la Suprema Comandancia Aliada del Atlántico de la OTAN, en tareas antimarítimas, equipado con 12 bombas nucleares WE.177 y bombas convencionales HE, y desde 1974 con misiles Martel para ataque no nucleares. El escuadrón se trasladó a la base en Lossiemouth en 1980, con la misma función antimarítima. En 1993 se disolvió una vez más.
En septiembre de 1993, el 27° escuadrón de la RAF se disolvió, en la base de la RAF en Marham, y de inmediato volvió a formarse como operativo al 12° Escuadrón, con doce aviones Tornado GR1 equipados con dieciocho bombas nucleares WE.177, trasladándose a la base de Lossiemouth.
En el período de enero a abril de 2001, los Tornado GR1s Tornado fueron reemplazados por su actualización, los Tornado GR4.

## Función actual
El 12° escuadrón opera en la actualidad en la base de la RAF en Lossiemouth, operando aviones Tornado GR4 en una variedad de funciones, desde apoyo aéreo cercano y ataques de bombardeo para misiones de entrenamiento que mantienen a las tripulaciones actualizadas con las últimas tácticas y métodos, así como darles a ellos experiencia en el manejo de los vastos y variados sistemas de armas disponibles.
A partir de 2009 la escuadra ha prestado apoyo a las fuerzas de la coalición en Afganistán, como parte de la Operación Herrick. El 12° escuadrón fue de los primeros escuadrones de Tornado GR4 en operar desde la base aérea de Kandahar, tomando el papel de la flota de aviones Harrier. Siendo uno de los siete escuadrones, en un ciclo de rotación de todos los escuadrones operativos que utilizan el Tornado GR4, la escuadra pasa de tres meses en la controlada base aérea de la OTAN en Kandahar, Afganistán. Allí, el escuadrón lleva a cabo operaciones de apoyo aéreo, así como misiones de reconocimiento.

## Aviones utilizados
- 1915 Avro 504
- 1915-1917 Royal Aircraft Factory B.E.2c
- 1915 Martinsyde S.1
- 1915 Royal Aircraft Factory B.E.2b
- 1915 Voisin LA
- 1915-1916 Royal Aircraft Factory R.E.7
- 1915-1916 Royal Aircraft Factory R.E.5
- 1915 Morane H
- 1915-1916 Bristol Scout
- 1915-1916 Morane LA
- 1916 Royal Aircraft Factory F.E.2b
- 1916 Morane BB
- 1916-1917 Royal Aircraft Factory B.E.2d
- 1916-1917 Royal Aircraft Factory B.E.2e
- 1917-1919 Royal Aircraft Factory R.E.8
- 1918-1922 Bristol F.2 Fighter
- 1923-1924 Airco DH.9A
- 1924-1926 Fairey Fawn
- 1926-1931 Fairey Fox
- 1931-1936 Hawker Hart
- 1936-1938 Hawker Hind
- 1938-1940 Fairey Battle
- 1940-1942 Vickers Wellington II
- 1942 Vickers Wellington III
- 1942-1946 Avro Lancaster I & III
- 1946-1952 Avro Lincoln B2
- 1952-1955 English Electric Canberra B2
- 1955-1961 English Electric Canberra B6
- 1957-1959 English Electric Canberra B2
- 1962-1967 Avro Vulcan B2
- 1969-1993 Hawker Siddeley Buccaneer S2B
- 1993-2001 Panavia Tornado GR1
- 2001-presente Panavia Tornado GR4